# Teoria dei poteri impliciti
La cosiddetta teoria dei poteri impliciti è un principio giuridico proprio del diritto degli Stati Uniti, poi adottato anche nel diritto internazionale dalle Nazioni Unite. Consiste nell'esercizio di alcuni organi di poteri non espressi ma desumibili con operazioni logiche.

## Stati Uniti
Negli Stati Uniti tale teoria fu espressa per la prima volta da Alexander Hamilton il 23 febbraio 1791; essa è applicata alla giurisprudenza della Corte Suprema degli Stati Uniti, in particolare per estendere le competenze di tale corte nei confronti delle corti dei singoli stati federali laddove non siano previste costituzionalmente.
L'estensione in particolare riguarda poteri non previsti dalla Costituzione ma necessari per poter esperire quelli espressi nella Carta fondamentale americana.

## Diritto internazionale
Tale costruzione logica è stata importata anche nell'ambito del diritto internazionale, in particolar modo dalla Corte internazionale di giustizia prendendo linfa dai poteri attribuiti agli organi dell'ONU, ma non solo anche dai loro vaghi fini costitutivi, estendendone quindi anche in maniera sensibile la portata.
Si discute anche in ambito comunitario se possa sussistere questa teoria, specialmente per meglio attuare i vari Trattati.
In ambito internazionale tale dottrina è spesso considerata eccessiva, sia perché l'esportazione di parametri costituzionali di diritto interno è poco auspicabile, sia perché l'eccessiva dilatazione porta a forti contrasti tra le organizzazioni internazionali e gli Stati. Tale potere è invece accettato per un'interpretazione analogica o estensiva delle norme.